# Minami Akihiro
Akihiro Minami (sinh ngày 10 tháng 12 năm 1979) là một cầu thủ bóng đá người Nhật Bản.

## Sự nghiệp câu lạc bộ
Akihiro Minami đã từng chơi cho Kyoto Purple Sanga.